# Гардінер (Орегон)
Гардінер (англ. Gardiner) — переписна місцевість (CDP) в США, в окрузі Дуглас штату Орегон. Населення — 259 осіб (2020).

## Географія
Гардінер розташований за координатами 43°43′58″ пн. ш. 124°6′25″ зх. д. / 43.73278° пн. ш. 124.10694° зх. д. (43.732721, -124.106808).  За даними Бюро перепису населення США в 2010 році переписна місцевість мала площу 1,49 км², уся площа — суходіл.

### Клімат
| Клімат : Гардінер       | Клімат : Гардінер | Клімат : Гардінер | Клімат : Гардінер | Клімат : Гардінер | Клімат : Гардінер | Клімат : Гардінер | Клімат : Гардінер | Клімат : Гардінер | Клімат : Гардінер | Клімат : Гардінер | Клімат : Гардінер | Клімат : Гардінер | Клімат : Гардінер |
| Показник                | Січ.              | Лют.              | Бер.              | Квіт.             | Трав.             | Черв.             | Лип.              | Серп.             | Вер.              | Жовт.             | Лист.             | Груд.             | Рік               |
| Абсолютний максимум, °C | 19,4              | 25,6              | 24,4              | 30,0              | 34,4              | 35,0              | 33,9              | 40,0              | 35,0              | 35,0              | 21,1              | 19,4              | 40,0              |
| Середній максимум, °C   | 11,6              | 12,5              | 13,6              | 14,7              | 16,7              | 18,4              | 20,4              | 20,7              | 20,7              | 18,0              | 13,6              | 10,7              | 15,9              |
| Середній мінімум, °C    | 4,1               | 4,4               | 4,9               | 5,9               | 7,8               | 9,8               | 10,9              | 11,2              | 9,4               | 7,8               | 5,9               | 3,2               | 7,1               |
| Абсолютний мінімум, °C  | −5,6              | −10               | −7,8              | −2,8              | −0,6              | −5                | 4,4               | 4,4               | 1,1               | −1,1              | −4,4              | −12,8             | −12,8             |
| Норма опадів, мм        | 262               | 218               | 215               | 123               | 97                | 63                | 16                | 19                | 40                | 118               | 311               | 273               | 1755              |
| Днів з опадами          | 21                | 17                | 19                | 16                | 13                | 10                | 5                 | 5                 | 6                 | 12                | 22                | 20                | 166,0             |
| ----------------------- | ----------------- | ----------------- | ----------------- | ----------------- | ----------------- | ----------------- | ----------------- | ----------------- | ----------------- | ----------------- | ----------------- | ----------------- | ----------------- |
| Джерело:                |                   |                   |                   |                   |                   |                   |                   |                   |                   |                   |                   |                   |                   |

## Демографія
Згідно з переписом 2010 року, у переписній місцевості мешкало 248 осіб у 119 домогосподарствах у складі 63 родин. Густота населення становила 166 осіб/км².  Було 153 помешкання (102/км²).
Расовий склад населення:
| - 91,5 % — білих - 3,2 % — корінних американців - 1,6 % — азіатів - 0,8 % — чорних або афроамериканців |

До двох чи більше рас належало 2,4 %. Частка іспаномовних становила 4,4 % від усіх жителів.
За віковим діапазоном населення розподілялося таким чином: 23,4 % — особи молодші 18 років, 54,4 % — особи у віці 18—64 років, 22,2 % — особи у віці 65 років та старші. Медіана віку мешканця становила 46,5 року. На 100 осіб жіночої статі у переписній місцевості припадало 113,8 чоловіків;  на 100 жінок у віці від 18 років та старших — 106,5 чоловіків також старших 18 років.
Середній дохід на одне домашнє господарство  становив 50 381 долар США (медіана — 52 695), а середній дохід на одну сім'ю — 58 017 доларів (медіана — 54 180). За межею бідності перебувало 18,4 % осіб, у тому числі 0,0 % дітей у віці до 18 років та 0,0 % осіб у віці 65 років та старших.
Цивільне працевлаштоване населення становило 66 осіб. Основні галузі зайнятості: освіта, охорона здоров'я та соціальна допомога — 62,1 %, мистецтво, розваги та відпочинок — 37,9 %.